# HTML5 video
HTML5 video — елемент включений до проекту специфікації HTML 5, який використовується для відтворення відеозаписів, частково замінюючи елемент <object>.
Adobe Flash Player широко використовувався для вбудовування вмісту відеофайлів на сайтах (наприклад, YouTube). Flash Player доступний у якості плагіна для більшості веббраузерів останніх версій (таких як Mozilla Firefox, SeaMonkey, Opera і Safari), і несумісний, наприклад, з вбудованими браузерами iPod і iPhone компанії Apple, а також з Android версії 2.01 чи менше і версії 4.1.x й вище (офіційно). Google Chrome віднедавна містить цей плагін за замовчуванням. Творці HTML 5 video вважають, що це стане стандартним методом перегляду відео онлайн, проте основною перешкодою для прийняття такої згоди є питання про те, які саме формати файлів має підтримувати даний тег.

## Приклад використання елемента<video>
Нижче наведено фрагмент коду на HTML 5, який дозволяє вбудувати WebM відео на вебсайт:
```
<
video
 
src
=
"movie.webm"
 
poster
=
"movie.jpg"
 
controls
>

        This is fallback content to display if the browser
        does not support the video element.

</
video
>

```

Використовуючи будь-яку кількість елементів <syntaxhighlight>, як показано у прикладі нижче, браузер автоматично вибере, який файл відображати. Також, щоб отримати ідентичний результат, можна використовувати функцію  canPlay() із JavaScript. Атрибут «type» визначає MIME тип і список кодеків, які допомагають браузеру визначити, чи може він декодувати файл. Через відсутність єдиного відеоформату множинність ресурсів є важливою особливістю для того, щоб уникати помилок браузера: відомо, що будь-які знання веброзробника про браузер будуть неповними, браузер знає про себе більше.[джерело?]
```
<
video
 
poster
=
"movie.jpg"
 
controls
>

        
<
syntaxhighlight
 
src
=
'movie.webm'
 
type
=
'video/webm; codecs="vp8.0, vorbis"'
>

```

This is fallback content
</video>
</syntaxhighlight>

## Підтримувані відеоформати
Поточний проект специфікації HTML 5 не уточнює, які формати повинні підтримуватися у тезі <video>. Користувацькі агенти мають право підтримувати будь-який підтримуваний формат.